# O Abade

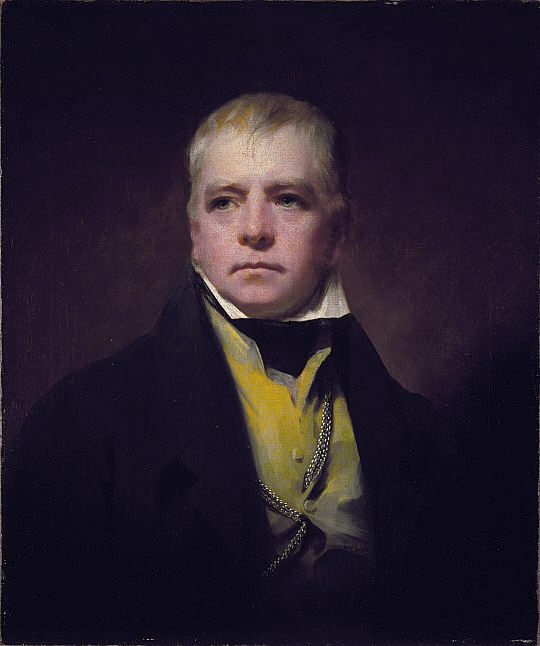
pintura feita por Raeburn's de Sir Walter Scott em 1822, autor do livro "O Abade".

O Abade (em inglês: The Abbot) é Romance de Walter Scott, publicado em 1820, tem por assunto a evasão de Maria da Escócia ao Castelo de Lochieven.
O abade Ambrósio que dá o nome ao romance representa nele um papel secundário; o verdadeiro herói é Rolando Grame, órfão recolhido e educado pela rainha da Escócia. O autor representa a luta política do seu país no século XVI, quando as duas crenças religiosas se chocavam. Descreve maravilhosamente a reação presbiteriana contra o catolicismo, durante a menoridade tempestuosa de Jaime VI. Soube reproduzir sobretudo, com muita habilidade o misto de coragem e fraqueza, de altivez e leviandade, que são uma das feições salientes do carácter de Maria Stuart. O desenlace é imperfeito, ou antes não há desenlace. A fuga de Maria Stuart para Inglaterra, depois da derrota do seu partido, nada conclui e deixa o leitor perplexo sobre a sorte das outras personagens.